# Мінас (Уругвай)
Мінас (ісп. Minas) — адміністративний центр департаменту Лавальєха в південно-східній частині Уругваю. Згідно з даними перепису є дванадцятим найбільш населеним містом країни.

## Історія
Місто було засновано у 1783 році під назвою ісп. Villa de la Concepción de las Minas (Містечко шахтарів), коли сюди, після невдалих спроб оселитись в Патагонії, перебралось декілька сімей з іспанських регіонів Астурії та Галісії. Ще в 1753 році губернатор Монтевідео Хосе Хоакін де Віана (ісп. José Joaquín de Viana), пропонував заснувати місто в цьому «шахтарському краю». Він доручив Рафаелю Перезу дель Пуерто (ісп. Rafael Pérez del Puerto) розробити макет генерального плану міста, основа якого не змінилася і сьогодні.
Згідно з указом від 8 жовтня 1830 року поселення Villa de la Concepción de las Minas отримало статус містечка (ісп. Villa), а 16 червня 1837 року за указом № 158 — стало столицею «Департаменту Мінас».
16 Травня 1888 року містечко, указом № 1.980, підвищило свій статус до рівня міста (ісп. Ciudad). 26 Грудня 1927 року, згідно з указом № 8.187, «Департамент Мінас» перейменували на Лавальєху, адміністративним центром якого є місто Мінас.

## Географія
Місто розміщене в південній частині департаменту на висоті 140 м над рівнем моря. Поруч з ним проходять два національні автошляхи:  Траса 8 та  Траса 12.
На північному сході міста розташований великий парк Родо, у якому є зоологічний сад, басейн та невеличке футбольне поле. На сході міста знаходяться пагорби та парк Серро Артіґас, де розміщена найбільша кінна статуя в світі — пам'ятник герою Уругваю IX ст. Хосе Гервасіо Артіґасу.

### Клімат
Місто знаходиться у зоні, котра характеризується вологим субтропічним кліматом. Найтепліший місяць — лютий із середньою температурою 23.3 °C (74 °F). Найхолодніший місяць — липень, із середньою температурою 12.2 °С (54 °F).
| Клімат Мінаса           | Клімат Мінаса | Клімат Мінаса | Клімат Мінаса | Клімат Мінаса | Клімат Мінаса | Клімат Мінаса | Клімат Мінаса | Клімат Мінаса | Клімат Мінаса | Клімат Мінаса | Клімат Мінаса | Клімат Мінаса | Клімат Мінаса |
| Показник                | Січ.          | Лют.          | Бер.          | Квіт.         | Трав.         | Черв.         | Лип.          | Серп.         | Вер.          | Жовт.         | Лист.         | Груд.         | Рік           |
| Абсолютний максимум, °C | 36            | 38            | 35            | 31            | 35            | 25            | 26            | 23            | 33            | 31            | 34            | 34            | 38            |
| Середній максимум, °C   | 28            | 28            | 24            | 21            | 18            | 17            | 16            | 16            | 18            | 20            | 23            | 27            | 21            |
| Середня температура, °C | 22            | 22            | 20            | 17            | 14            | 13            | 11            | 12            | 14            | 15            | 18            | 21            | 16            |
| Середній мінімум, °C    | 17            | 17            | 17            | 13            | 11            | 10            | 7             | 8             | 10            | 10            | 13            | 15            | 12            |
| Абсолютний мінімум, °C  | 8             | 10            | 10            | 5             | 0             | 1             | −2            | −1            | 2             | 2             | 5             | 7             | −2            |
| Норма опадів, мм        | 80            | 130           | 120           | 190           | 140           | 110           | 120           | 120           | 130           | 120           | 60            | 160           | 1540          |
| Днів з дощем            | 5             | 7             | 7             | 10            | 8             | 8             | 8             | 8             | 7             | 7             | 4             | 9             | 94            |
| ----------------------- | ------------- | ------------- | ------------- | ------------- | ------------- | ------------- | ------------- | ------------- | ------------- | ------------- | ------------- | ------------- | ------------- |
| Джерело: Weatherbase    |               |               |               |               |               |               |               |               |               |               |               |               |               |

## Населення
Населення по даним за 2011 рік становить 38 446 осіб.
| Рік  | Населення |
| ---- | --------- |
| 1908 | 13 345    |
| 1963 | 31 256    |
| 1975 | 35 225    |
| 1985 | 34 658    |
| 1996 | 37 146    |
| 2004 | 37 925    |
| 2011 | 38 446    |

Джерело: Instituto Nacional de Estadística de Uruguay.

## Галерея

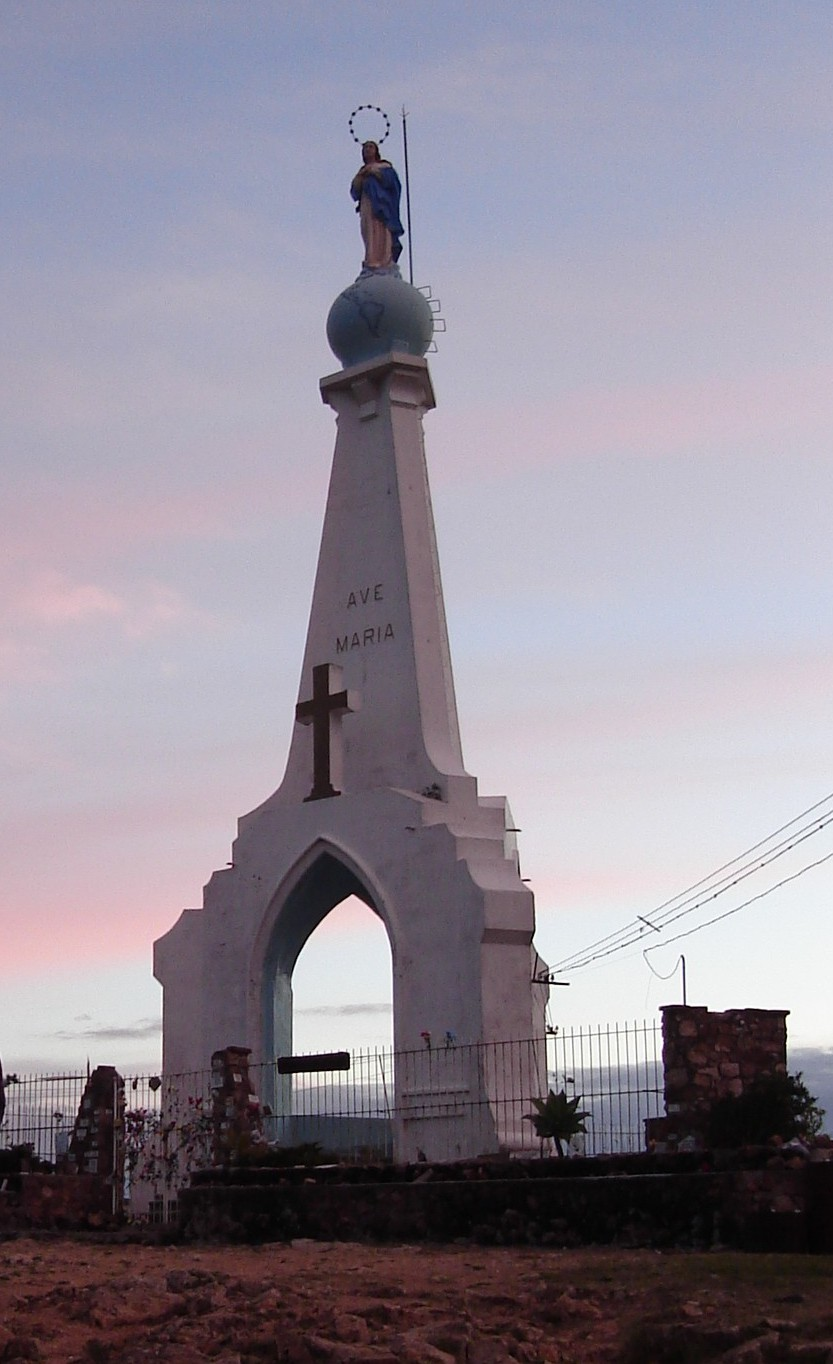
Діва Верден
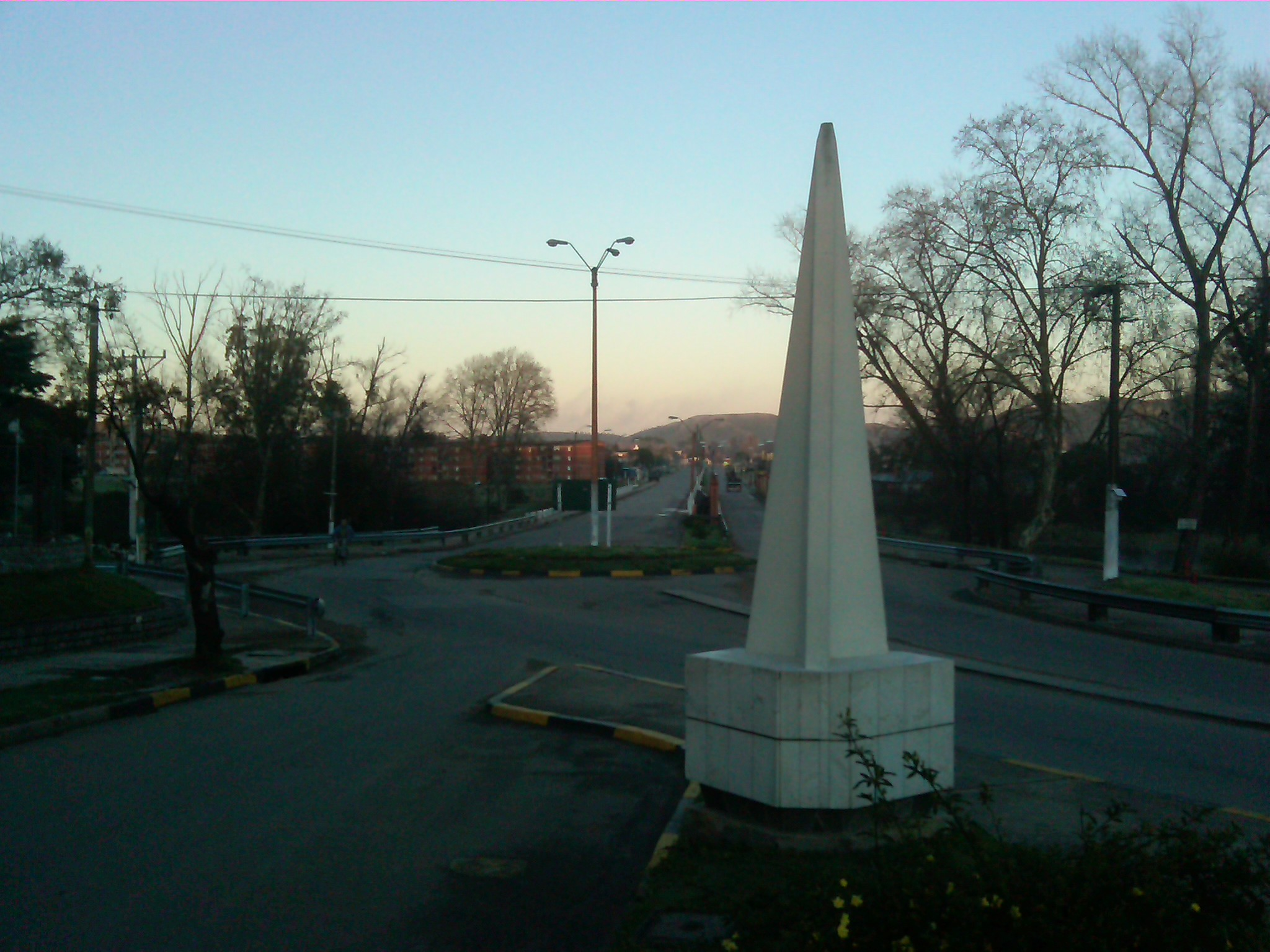
В'їзд у місто з Траси 8
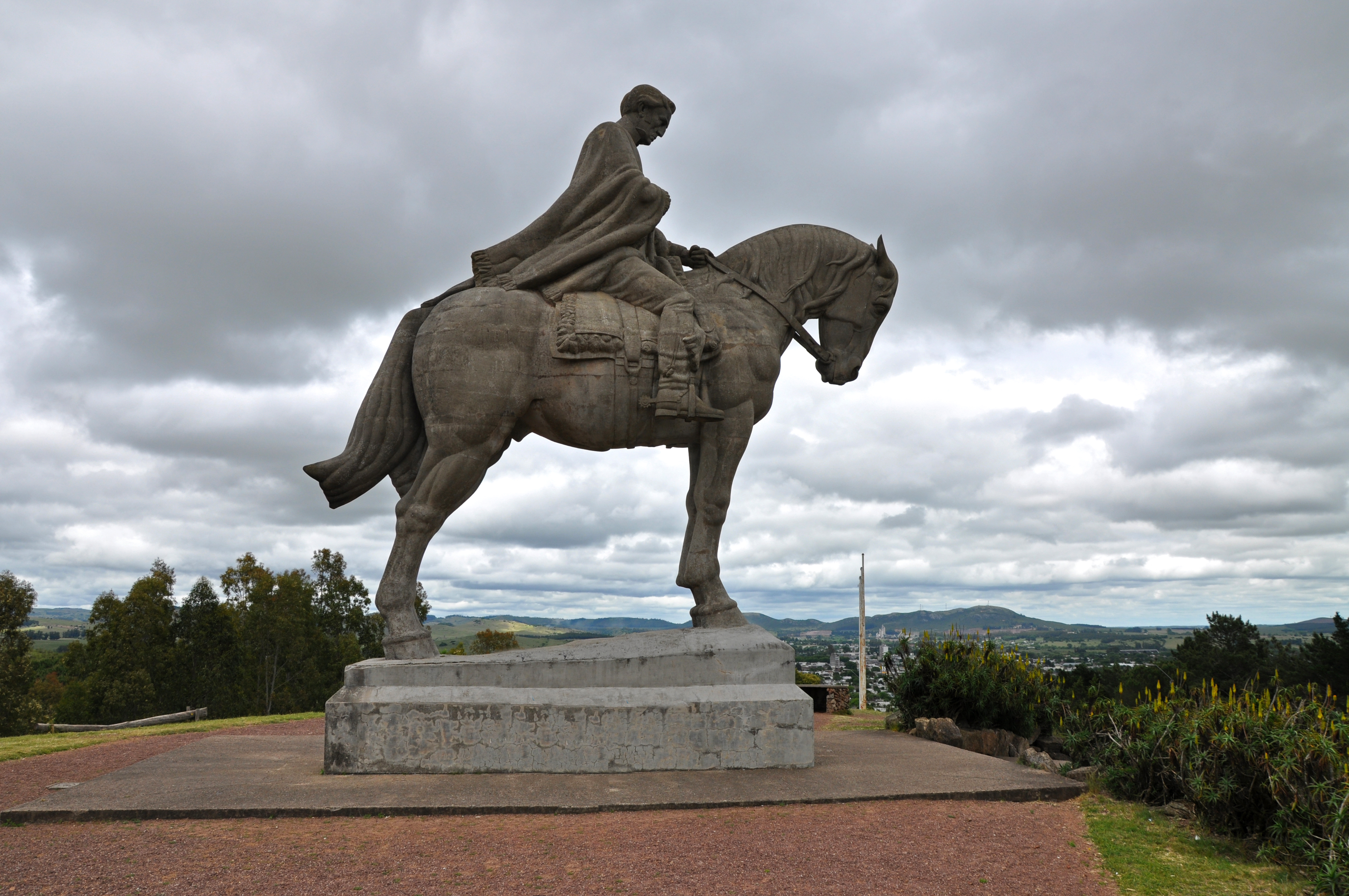
Пам'ятник Хосе Артіґасу
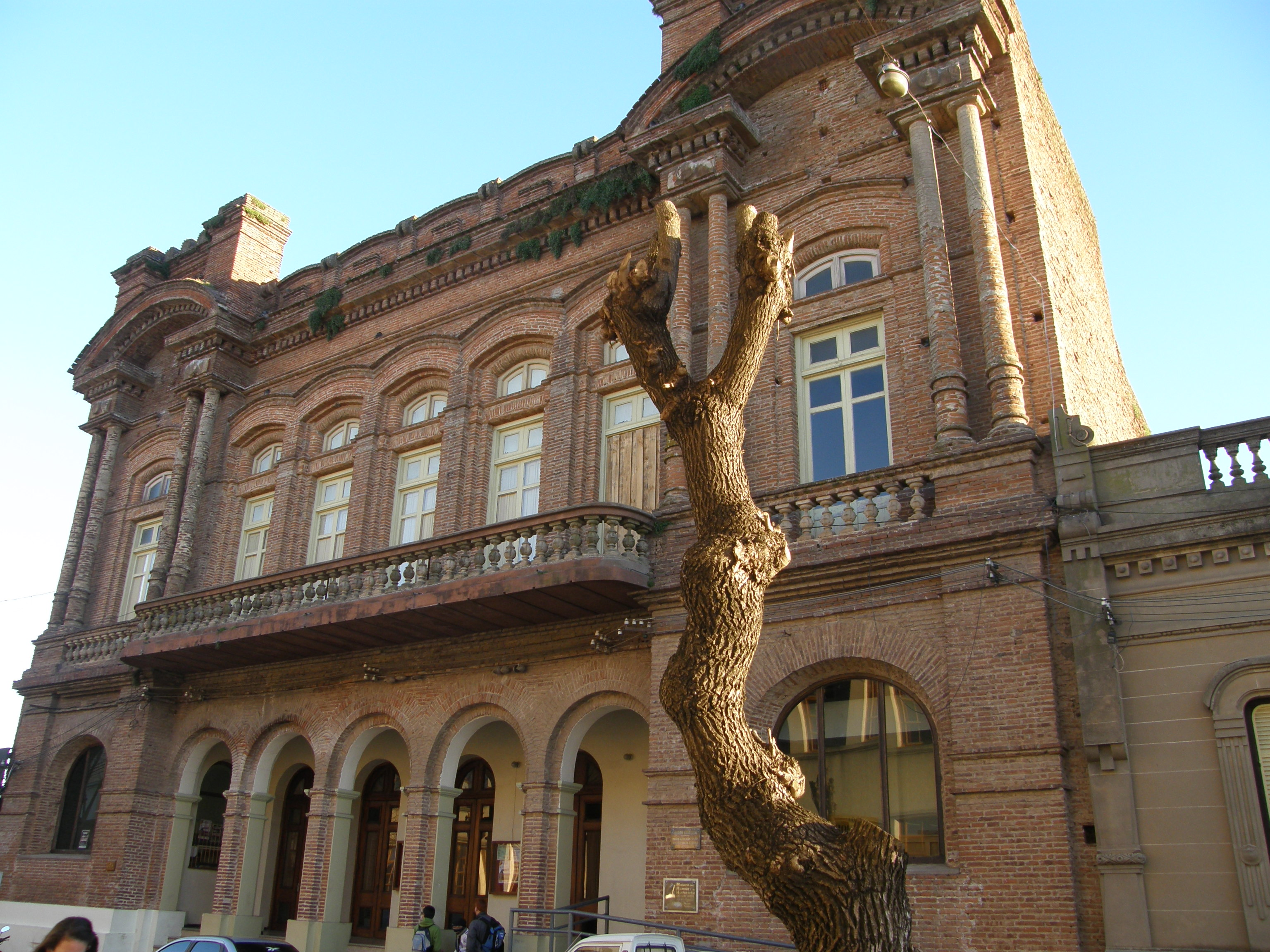
"Театр Лавальєха" в Мінасі
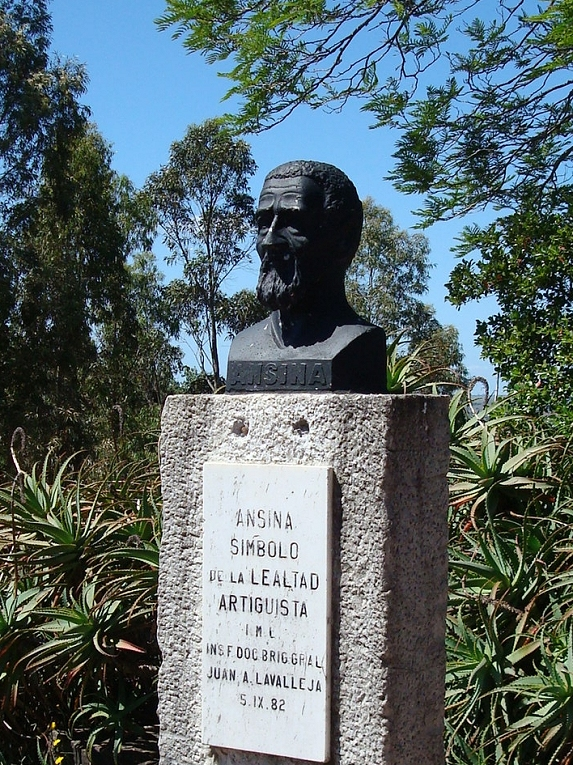
Пам'ятник Ансіну Сімболо

## Відомі люди
Особи, що тут народились:
- Хуан Антоніо Лавальєха — лідер уругвайської війни за незалежність; на його честь був названий департамент Уругваю.
- Хуан Хосе Морозолі — уругвайський письменник.
- Себастьян Абреу — професійний уругвайський футболіст.

## Міста-побратими
- Санта-Ана-де-Коро, Венесуела
- Ам'єн, Франція